# Metaprosphera sublimpida
Metaprosphera sublimpida är en fjärilsart som beskrevs av Felder 1874. Metaprosphera sublimpida ingår i släktet Metaprosphera och familjen nattflyn. Inga underarter finns listade i Catalogue of Life.